# Копенгаген (амт)
Амт Копенгаген — колишнє графство на острові Зеландія на сході Данії. Цей амт охоплював муніципалітети Столичного регіону Копенгагена, крім Копенгагена і Фредеріксберга. Від 1 січня 2007 року цей амт скасовано та об'єднано в Столичний регіон Копенгаген (він же регіон Говедстаден). Амт Копенгаген належав до Глострупа (від 1 січня 1993 року; між 1952 і 1992 роками, адміністрація перебувала на Блегдамсвей у муніципалітеті Копенгагена, який був оточений, але не був частиною амту).

## Список голів округу
| Від           | До              | Голови округу                                       |
| ------------- | --------------- | --------------------------------------------------- |
| 1 квітня 1970 | 31 березня 1972 | Поль Сторгольм (Консервативна народна партія)       |
| 1 квітня 1972 | 31 березня 1974 | Вігго Гоуг (Ліберальна партія)                      |
| 1 квітня 1974 | 31 грудня 1993  | Пер Каалунд (Соціал-Демократична партія)            |
| 1 січня 1994  | 31 грудня 2006  | Вібеке Сторм Расмуссен (Соціал-Демократична партія) |